# Zac Posen
Zachary E. Posen (/zæk ˈpoʊzən/; sinh ngày 24 tháng 10 năm 1980) là một nhà thiết kế thời trang Mỹ.

## Thời trẻ
Posen sinh ra và lớn lên trong một gia đình người Do Thái ở Thành phố New York, cư trú ở khu phố SoHo của hạ Manhattan. Anh là con trai của bà Susan (nhũ danh Orzack), một luật sư doanh nghiệp, và ông Stephen Posen, nghệ sĩ. Niềm đam mê thiết kế thời trang của anh bắt đầu từ sớm khi anh còn là cậu bé, khi đó cậu bé đã trộm yarmulkes từ nhà thờ Do Thái giáo của ông bà để làm váy hình cầu cho búp bê.
Anh theo học trường Saint Ann's School, một trường tư thục ở Brooklyn và năm thứ hai của anh ấy thực tập với nhà thiết kế thời trang Nicole Miller. Khi còn là một thiếu niên, anh cũng giành được một giải thưởng về Scholastic Art and Writing Award. Ở tuổi 16, ông ghi danh vào chương trình dự bị đại học tại Parsons The New School for Design. Anh tốt nghiệp Saint Ann vào năm 1999. Trong ba năm, Posen được cố vấn bởi người phụ trách Richard Martin tại Viện Trang phục Bảo tàng Nghệ thuật Metropolitan. Ở tuổi 18, ông được nhận vào chương trình cấp bằng womenswear tại trường Cao đẳng Nghệ thuật và Thiết kế Central Saint Martins của London tại Đại học Nghệ thuật Luân Đôn. Năm 2001, Posen chế tạo một chiếc áo choàng hoàn toàn được làm từ các dải da mỏng và móc áo và mắt  được trưng bày bởi Bảo tàng Victoria và Albert và được trưng bày trong triển lãm "Curvaceous" của họ.